# 5940 Феліксоболєв
5940 Феліксоболєв (5940 Feliksobolev) — астероїд головного поясу, відкритий 8 жовтня 1981 року.
Тіссеранів параметр щодо Юпітера — 3,204.